# Christoph Wikus
Christoph Wikus (* 5. Jänner 1948; † 2. Mai 2016) war ein österreichischer Sportjournalist, Rallyefahrer und Basketballtrainer.

## Leben
Als Basketballtrainer betreute Wikus unter anderem in den 1970er Jahren den Erstligisten ABC Soma Wien, mit dem er auch im Europapokal antrat.
Zusammen mit seiner Ehefrau Barbara baute Wikus beim 1987 gegründeten Wiener Basketballverein BC Vienna 87 den weiblichen Bereich auf und war im selben Verein von 1993 bis 2001 als Damen- und Mädchentrainer tätig.
Wikus nahm als Rallyefahrer an Rennen in unterschiedlichen Ländern teil, 2002 veröffentlichte er das Buch „Rallye, mein Abenteuer - PS-Spaß auf fünf Kontinenten“, ein Werk über den Motorsportler Rudi Stohl, dessen Beifahrer er teils gewesen war.
Als Sportjournalist gehörten Basketball, Motorsport und Boxen zu seinen Fachgebieten. Mehr als 40 Jahre lang arbeitete er als Sportredakteur der Kronen-Zeitung, von 2003 bis zum Renteneintritt im Jahr 2013 leitete er die Sportredaktion des Blattes. Im August 2013 wurde Wikus von Innenministerin Johanna Mikl-Leitner für seine „Verdienste in der Zusammenarbeit mit dem Bundesministerium für Inneres“ geehrt.
Am 2. Mai 2016 erlag Wikus einem Krebsleiden.